# Burin (Terre-Neuve-et-Labrador)
Pour les articles homonymes, voir Burin (homonymie).
Burin est une ville située sur la péninsule de Burin de l'île de Terre-Neuve dans la province de Terre-Neuve-et-Labrador au Canada. La population y était de 2 470 en 2001.

## Annexe